# Flugunfall einer Antonow An-24 der United Arab Airlines bei Kairo 1970
Der Flugunfall einer Antonow An-24 der United Arab Airlines bei Kairo 1970 ereignete sich auf einem Trainingsflug der United Arab Airlines am 19. Juli 1970. Während eines Touch-and-Go-Manövers ging dabei die Kontrolle über die auf diesem Flug eingesetzte Maschine des Typs Antonow An-24W verloren, woraufhin diese in der Nähe vom Flughafen Kairo-International abstürzte. Bei dem Unfall starben die drei an Bord befindlichen Insassen.

## Maschine
Das Flugzeug war eine im Jahr 1966 gebaute Antonow An-24W mit der Werknummer 57302007 und dem Luftfahrzeugkennzeichen SU-ANZ. Das zweimotorige Kurzstrecken-Passagierflugzeug war mit zwei Turboproptriebwerken des Typs Iwtschenko AI-24 mit einer Leistung von je 1.877 kW (2.552 PS) ausgestattet.

## Insassen
An Bord der Maschine befand sich lediglich eine dreiköpfige Besatzung, bestehend aus einem Prüfkapitän, einem Flugkapitän und einem zu prüfenden Ersten Offizier.

## Unfallhergang
Während eines Trainingsfluges führte die Crew mehrere erfolgreiche Touch-and-Go-Manöver durch. Nach dem fünften (laut B3A: sechsten) Aufsetzen kam die Maschine wie vorgesehen auf der Landebahn zum Stehen; der Erste Offizier sollte einen weiteren Start mit einem simulierten Triebwerksausfall durchführen. Hierbei stieg das Flugzeug nach dem Abheben steil nach oben auf eine Flughöhe von 50 Metern und rollte bis 90° Querlage nach rechts, während sich der Propeller von Triebwerk Nr. 2 (rechts) in der Segelstellung befand. Nach einem Strömungsabriss stürzte die Maschine ab.

## Ursache
Als Ursache wurde menschliches Fehlverhalten festgestellt. Die Steuereingaben des zu prüfenden Ersten Offiziers seien fehlerhaft gewesen und rechtzeitige korrigierende Maßnahmen durch den Prüfkapitän und den Kapitän seien unterblieben.